# بچه‌های لوس
بچه‌های لوس (فرانسوی: Des enfants gâtés‎) یک فیلم درام فرانسوی محصول سال ۱۹۷۷ به کارگردانی برتران تاورنیه است.